# Liste von Schulen in Augsburg
Die Liste von Schulen in Augsburg nennt bestehende und ehemalige Schulen im Stadtgebiet Augsburg.

## Grundschulen
Die nachfolgende alphabetisch sortierte Auflistung beinhaltet private und öffentliche Grundschulen:
- Grundschule Augsburg-Bärenkeller
- Birkenau-Grundschule
- Bischof-Ulrich-Grundschule Augsburg (privat)
- Blériot-Grundschule
- Grundschule Augsburg-Centerville-Süd
- Drei-Auen-Grundschule
- Eichendorff-Grundschule
- Elias-Holl-Grundschule Augsburg
- Grundschule Augsburg-Firnhaberau
- Friedrich-Ebert-Grundschule
- Fröbel-Grundschule
- Grundschule Augsburg Göggingen-West
- Grundschule Augsburg-Hammerschmiede
- Hans-Adlhoch-Grundschule
- Grundschule Augsburg-Herrenbach
- Grundschule Hochzoll-Süd
- Grundschule Augsburg-Inningen
- Johann-Strauß-Grundschule
- Kerschensteiner-Grundschule
- Grundschule Augsburg-Kriegshaber
- Lichtenstein-Rother-Schule (privat)
- Löweneck-Grundschule
- Luitpold-Grundschule
- Schiller-Grundschule
- St.-Anna-Grundschule
- St.-Georg-Grundschule
- St.-Max-Grundschule
- Grundschule Augsburg Vor dem Roten Tor
- Werner-Egk-Grundschule Augsburg-Oberhausen
- Werner-von-Siemens-Grundschule
- Westpark-Grundschule
- Wittelsbacher-Grundschule

## Mittelschulen
Die nachfolgende alphabetisch sortierte Auflistung beinhaltet private und öffentliche Mittelschulen:
- Montessori-Schule Augsburg (privat)
- Albert-Einstein-Mittelschule
- Mittelschule Augsburg-Bärenkeller
- Mittelschule-Centerville-Süd
- Franz-von-Assisi-Schule (privat)
- Mittelschule Augsburg-Firnhaberau
- Friedrich-Ebert-Mittelschule
- Goethe-Mittelschule
- Hans-Adlhoch-Mittelschule
- Mittelschule Augsburg-Herrenbach
- Kapellen-Mittelschule
- Kerschensteiner-Mittelschule
- Löweneck-Mittelschule
- Schiller-Mittelschule
- St.-Georg-Mittelschule
- Werner-von-Siemens-Mittelschule

## Realschulen
Die nachfolgende alphabetisch sortierte Auflistung beinhaltet private und öffentliche Realschulen:
- Abendrealschule für Berufstätige
- Agnes-Bernauer-Schule
- Bertolt-Brecht-Realschule
- Heinrich-von-Buz Realschule
- Realschule Maria Stern
- A.B. von Stettensches Institut
- Maria-Ward-Realschule Augsburg
- Mädchenrealschule St. Ursula
- Bischof-Ulrich-Realschule
- Freie Waldorfschule Augsburg

## Gymnasien
Die nachfolgende alphabetisch sortierte Auflistung beinhaltet private und öffentliche Gymnasien:
- Rudolf-Diesel-Gymnasium
- Jakob-Fugger-Gymnasium
- Holbein-Gymnasium
- Maria-Theresia-Gymnasium
- Gymnasium bei St. Anna
- Gymnasium bei St. Stephan
- Peutinger-Gymnasium
- Gymnasium Maria Stern
- A.B. von Stettensches Institut
- Maria-Ward-Gymnasium
- Freie Waldorfschule Augsburg

## Förderschulen
Die nachfolgende alphabetisch sortierte Auflistung beinhaltet private und öffentliche Förderschulen:
- Ulrichschule
- Martinschule
- Pankratiusschule
- Förderzentrum Augsburg-Förderschwerpunkt Hören
- Simpertschule
- Frère-Roger-Schule
- Rudolf-Steiner-Schule

## Berufliche Oberschulen
Die nachfolgende Auflistung beinhaltet berufliche Oberschulen in Augsburg:
- Städtische Berufsoberschule Augsburg
- Staatliche Fachoberschule und Berufsoberschule Augsburg

## Berufsschulen
Die nachfolgende alphabetisch sortierte Auflistung beinhaltet Berufsschulen in Augsburg:
- Gewerbliche Berufsschule 1 Bebo-Wager-Schule
- Gewerbliche Berufsschule 2 Bebo-Wager-Schule
- Berufsschule 3 Berufsbildungszentrum für Ernährung und Versorgung, Kinder- und Sozialpflege
- Berufsschule 4 Welserschule
- Kaufmännische Berufsschule 5
- Berufsschule 6 mit städtischer BOS Balthasar-Neumann-Berufsbildungszentrum
- Gewerbliche Berufsschule 7
- Prälat-Schilcher-Berufsschule
- Benedikt-von-Nursia-Berufsschule

## Berufsfachschulen und Fachschulen
Die nachfolgende Auflistung beinhaltet Berufsfachschulen und Fachschulen in Augsburg:
- Berufsfachschule für Ernährung und Versorgung, Kinderpflege und Sozialpflege der Stadt Augsburg
- Berufsfachschule für Ernährung und Versorgung Maria Stern Augsburg des Schulwerks der Diözese Augsburg
- Berufsfachschule für Pflege des Caritasverbandes für die Diözese Augsburg e. V.
- Berufsfachschule für Altenpflege und Altenpflegehilfe der Evangelischen Diakonissenanstalt Augsburg
- Berufsfachschule für medizinischtechnische Laboratoriumsassistenten am BBZ Augsburg gGmbH
- Berufsfachschule für Altenpflege und Altenpflegehilfe Heimerer GmbH
- Berufsfachschule für Gesundheitsberufe
- Berufsfachschule für Ergotherapie Augsburg der Beruflichen Fortbildungszentren der Bayer. Wirtschaft (bfz)
- Berufsfachschule für Physiotherapie Augsburg der Beruflichen Fortbildungszentren der Bayer. Wirtschaft (bfz)
- Berufsfachschule für Krankenpflege der Evangelischen Diakonissenanstalt Augsburg
- Berufsfachschule für pharmazeutisch-technische Assistenten, PTA Schule Augsburg
- Klinikum Augsburg Berufsfachschulen
- Berufsfachschule für Kinderkrankenpflege am Kinderkrankenhaus Josefinum
- Berufsfachschule für Kosmetik und Fußpflege
- Berufsfachschule für Fremdsprachenberufe
- inlingua Sprachschule Augsburg BFS für Fremdsprachenberufe, gemeinnützige Gesellschaft mbH
- Fremdsprachen-Institut Augsburg
- Berufsbildungszentrum Augsburg (BBZ) der Lehmbaugruppe gGmbH
- Technikerschule Augsburg
- Fachschule für Heilerziehungspflege der kath. Jugendfürsorge

## Fachakademien
Die nachfolgende Auflistung beinhaltet Fachakademien in Augsburg:
- Fachakademie für Ernährungs- und Versorgungsmanagement der Stadt Augsburg
- Fachakademie für Heilpädagogik der kath. Jugendfürsorge
- Fachakademie für Sozialpädagogik der Evangelischen Diakonissenanstalt Augsburg
- Fachakademie für Sozialpädagogik der Stadt Augsburg
- Fachakademie für Sozialpädagogik Maria Stern
- Fachakademie für Sozialpädagogik des bfz Augsburg

## Wirtschaftsschulen
Die nachfolgende Auflistung beinhaltet Wirtschaftsschulen in Augsburg:
- Städtische Reischlesche Wirtschaftsschule
- Private Wirtschaftsschule Frenzel

## Ehemalige Schulen
Die nachfolgende Auflistung beinhaltet ehemalige Schulen:
- Schule St. Georg
- Protestantische Volksschule St. Anna
- Domschule
- Volksschule St. Ulrich am Afrawald
- Volksschule Bei den Barfüßern
- Volksschule in der Armenhausgasse
- Moritzschule
- Volksschule St. Jakob
- Ludwig-Bauer-Schule
- Spicherer-Schule[15]
- Leonardo-da-Vinci-Gymnasium (2008–2012)

- Hermann-Schmid-Akademie (beinhaltete Rudolf-Diesel Realschule, Wirtschaftsschule, zwei Berufsfachschulen und eine Technikerschule (1988–2020))[16]